# Burg Insterburg
Die Burg Insterburg war eine  Ordensburg des Deutschen Ordens in der damals ostpreußischen Stadt Insterburg, heute Tschernjachowsk. Sie diente als Grenzburg gegen die feindlichen Litauer. 

## Geschichte
Insterburg wurde 1256 vom Deutschen Orden erobert. 1336 erbaute man die Burg am steilen Ufer der Angerapp, unweit der Mündung von Pissa und Inster. In unmittelbarer Nähe liegt eine weitere Ordensburg, Burg Georgenburg. Die Georgenburg liegt am rechten Ufer der Inster und die Insterburg am linken Ufer der Angerapp. Die Burg war der Sitz eines Komturs. Alle elf Feldzüge im 14. Jahrhundert gegen die Litauer gingen von der Insterburg aus. 1376 wurde die Burg komplett durch diese zerstört, aber schon bald wieder errichtet. 1457 wurde die Burg von den Polen im Dreizehnjährigen Krieg zerstört. 1466 wurde die Siedlung am Fuß der Burg erstmals erwähnt. Im Herzogtum Preußen wird die Burg 1525 der Verwaltungssitz des Ortes, der am 10. Oktober 1583 die Stadtrechte verliehen bekam. Am 1. Januar 1679 fiel die Burg in die Hände der Schweden. Die schwedische Königin Maria Eleonore residierte 1642 in der Burg. 

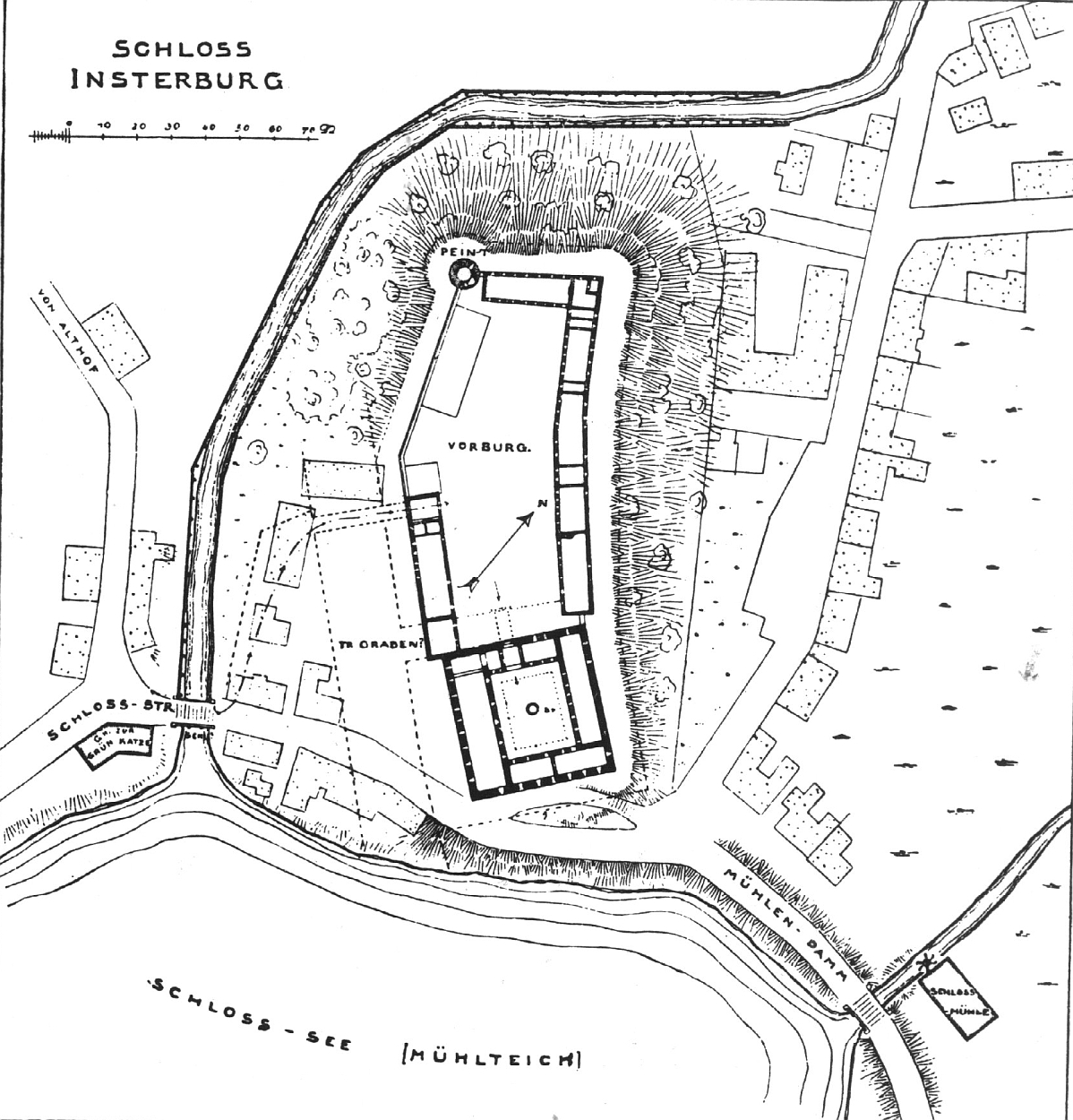
Lageplan von Conrad Steinbrecht, um 1890

Im 18. und 19. Jahrhundert wurde die Burg als Hofgericht und Lagerhaus genutzt. Die napoleonischen Truppen nutzten die Burg als Kaserne und Lazarett. Daher wurde die Burg den unterschiedlichen Bedürfnissen immer wieder angepasst und umgebaut. Nach dem Ersten Weltkrieg richtete man ein Heimatmuseum ein, die Vorburg wurde als Landgericht genutzt.
1945 wurde die Burg von den sowjetischen Truppen teilweise niedergebrannt. In den restlichen Gebäuden richtete man zunächst eine Truppenunterkunft und dann eine Bauverwaltung ein. Von der ursprünglichen Burg ist nur das südliche Wirtschaftsgebäude der Vorburg mit der Verteidigungsmauer erhalten. Der Pein-Turm wurde ebenfalls abgerissen. Die Reste stehen unter Denkmalschutz.

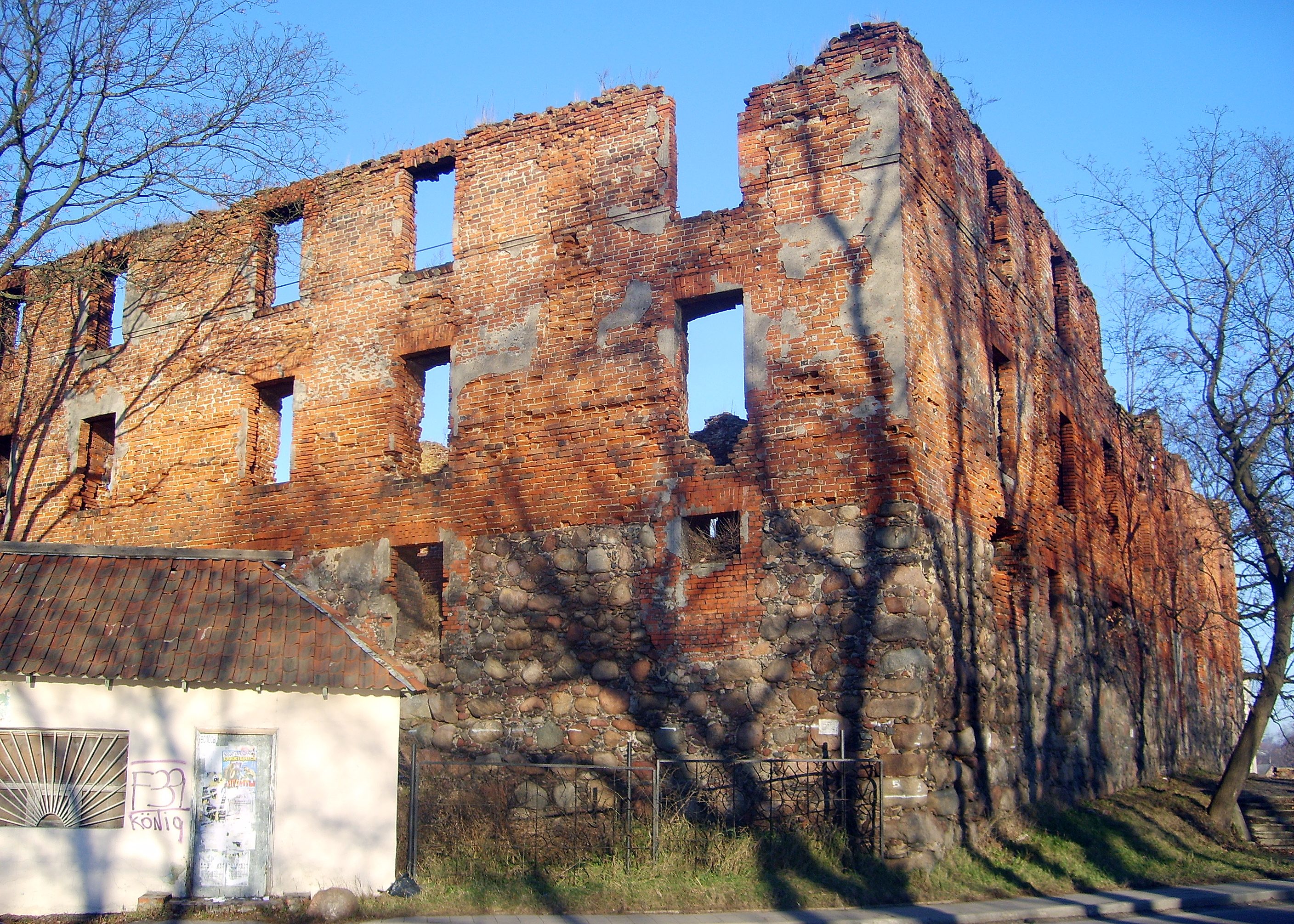
Ruinen der Burg
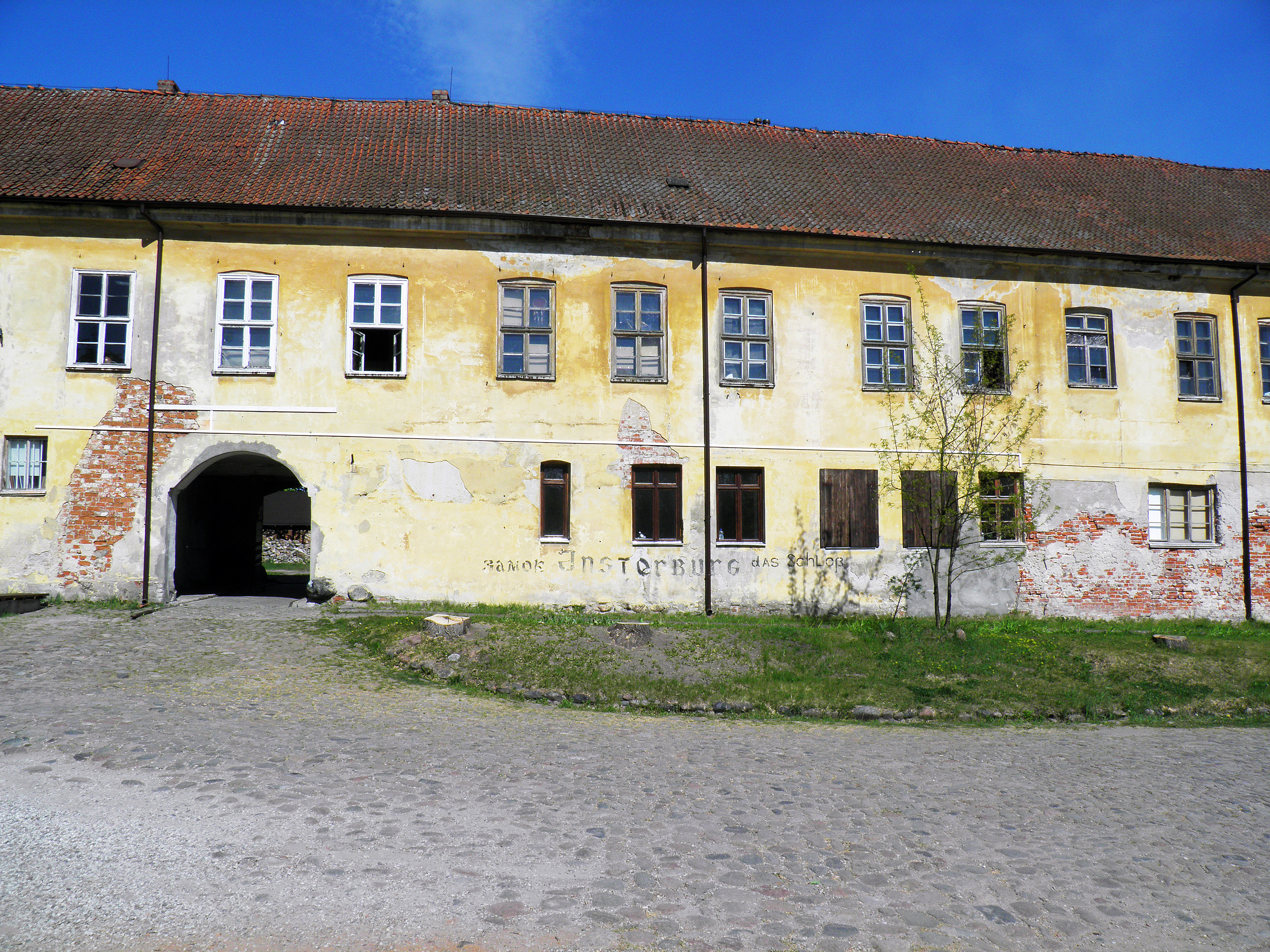
Der Burg
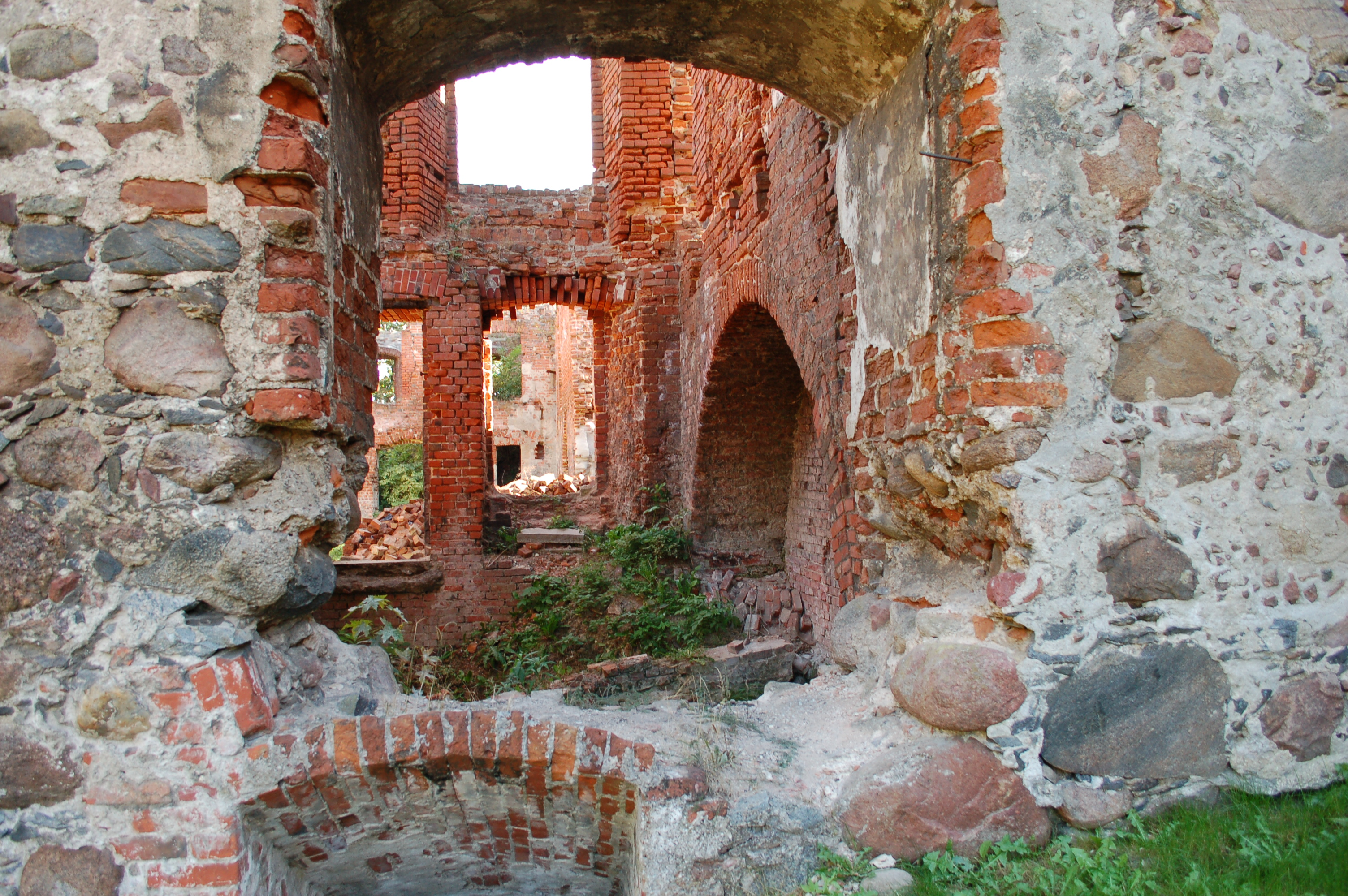
Ruinen der Burg
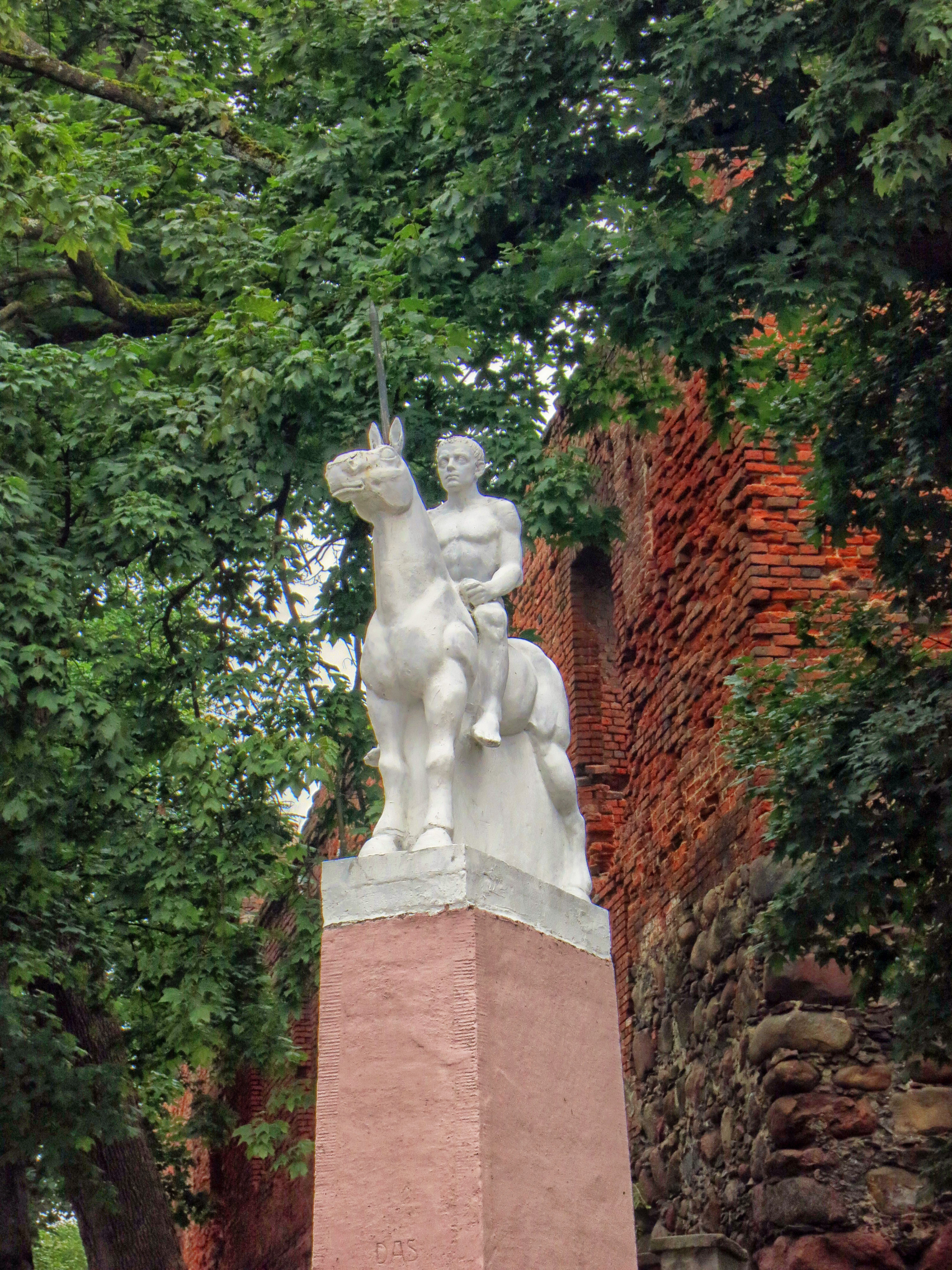
Denkmal für die Soldaten des 12. litauischen Ulanenregiments in der Nähe der südöstlichen Ecke der Burg